# Steindachnerina hypostoma
Steindachnerina hypostoma är en fiskart som först beskrevs av Boulenger, 1887.  Steindachnerina hypostoma ingår i släktet Steindachnerina och familjen Curimatidae. Inga underarter finns listade i Catalogue of Life.